# São Romão de Aregos (Resende)
São Romão de Aregos – parafia (freguesia)  w gminie Resende, w Portugalii. Według danych na rok 2011 parafię zamieszkiwało 357 osób, a gęstość zaludnienia wyniosła 85,6 os./km².

## Klimat
Średnia temperatura wynosi 13 °C. Najcieplejszym miesiącem jest sierpień (24 °C), a najzimniejszym styczeń (4 °C). Średnia suma opadów wynosi 1236 milimetrów rocznie. Najbardziej wilgotnym miesiącem jest styczeń (179 milimetrów opadów), a najbardziej suchym jest sierpień (6 milimetrów opadów).